# Михайло Бакан
Майкл Бакан — професор етномузикології в Університеті штату Флорида та керівник балійського ансамблю гамеланів Sekaa Gong Hanuman Agung («Клуб Гамелан Великого Ханумана»). Він написав книгу «Музика смерті та нового творіння: Досвід у світі балійського Гамелана Белеганджура», яка, як кажуть, «підняла гамелан Белеганджур до рівня набагато більш відомого гонг кеб’яр». 
Майкл є братом відомого канадського теоретика права Джоела Бакана.